# Wybory parlamentarne w Wolnym Mieście Gdańsku w 1927 roku

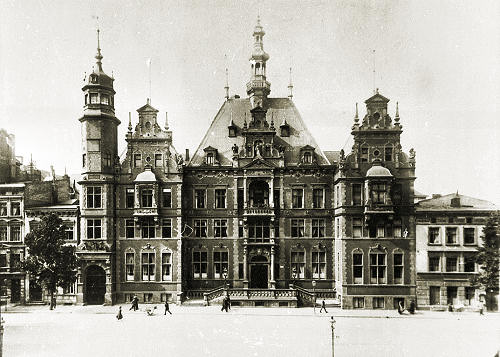
Budynek gdańskiego Volkstagu

Wybory parlamentarne w Wolnym Mieście Gdańsku w 1927 roku – trzecie w historii Wolnego Miasta Gdańska wybory do parlamentu – Volkstagu (III kadencja), składającego się ze 120 posłów, przeprowadzone 13 listopada 1927 roku. W ich wyniku większość mandatów zdobyła Socjaldemokratyczna Partia Niemiec. Kadencja trwała od 1 stycznia 1928 roku do 15 listopada 1930 roku.
| Partia                                                        | Głosów  | % głosów | Mandatów | % mandatów |
| ------------------------------------------------------------- | ------- | -------- | -------- | ---------- |
| Socjaldemokratyczna Partia Niemiec (SPD)                      | 61 799  | 33,79    | 42       | 35,00      |
| Niemiecka Narodowa Partia Ludowa (DNVP)                       | 35 826  | 19,59    | 25       | 20,83      |
| Partia Centrum Wolnego Miasta Gdańska                         | 26 096  | 14,27    | 18       | 15,00      |
| Komunistyczna Partia Niemiec (KPD)                            | 11 700  | 6,40     | 8        | 6,67       |
| Narodowo-Liberalna Partia Obywatelska                         | 8331    | 4,56     | 5        | 4,17       |
| Niemiecko-Gdańska Partia Ludowa                               | 8010    | 4,38     | 5        | 4,17       |
| Niemiecka Partia Liberalna                                    | 6204    | 3,39     | 4        | 3,33       |
| Partia Polska                                                 | 5764    | 3,15     | 3        | 2,50       |
| Obywatelska Grupa Robotników                                  | 4227    | 2,31     | 3        | 2,50       |
| Partia Gospodarzy i Najemców                                  | 3577    | 1,96     | 2        | 1,67       |
| Lista Gospodarcza                                             | 2225    | 1,22     | 1        | 0,83       |
| Niemiecka Partia Społeczna                                    | 2130    | 1,16     | 1        | 0,83       |
| Partia Rybaków                                                | 1858    | 1,02     | 1        | 0,83       |
| Zjednoczona lista NSDAP oraz Partii Rewaloryzacji i Praw Ludu | 1483    | 0,81     | 1        | 0,83       |
| Gdańska Partia Właścicieli Domów                              | 1392    | 0,76     | 1        | 0,83       |
| Niemiecka Partia Robotników i Klasy Średniej                  | 1005    | 0,55     | 0        | 0          |
| Gdański Blok Gospodarczy                                      | 583     | 0,32     | 0        | 0          |
| Powszechna Partia Emerytów                                    | 578     | 0,32     | 0        | 0          |
| Grupa Pracowników                                             | 68      | 0,04     | 0        | 0          |
| głosy nieważne                                                | 527     | 0,29     | 0        | 0          |
| Razem                                                         | 182 836 | 100      | 120      | 100        |
| Frekwencja                                                    | 85,43%  | 85,43%   | 85,43%   | 85,43%     |